# 20358 Dalem
20358 Dalem là một tiểu hành tinh vành đai chính với chu kỳ quỹ đạo là 1529.3509855 ngày (4.19 năm).
Nó được phát hiện ngày 25 tháng 4 năm 1998.